# Област Ђирокастра
Област Ђирокастра (алб. Rrethi i Gjirokastrës) је једна од 36 области Албаније. Има 72.176 становника (попис из 2011), и велики број припадника грчке мањине. Површина износи 1.137 km². На југу је земље, а главни град је Ђирокастра. Међу значајним градовима у овој области је и Либохове.
Обухвата општине: Антигон, Дропул и Поштм (Доњи Дропул), Дропул и Сипрм (Горњи Дропул), Ђирокастр (Ђирокастра), Загори (Загора), Љазарат (Лазарет), Љибохов, Љунџри, Одрие, Пицар, Погон, Ћендр Љибохов (Љибохов Центар) и Цепо.